# Тимоти Гартън Аш
Тимоти Гартън Аш (на английски: Timothy Garton Ash; р. 12 юли 1955) е британски автор и професор по Европейските науки в Оксфорд.
Пише книги по актуални политически теми („история на настоящето“), занимаващи се най-вече с трансформацията в Източна Европа и падането на комунистическите режими. Като очевидец на голяма част от промените в Полша, Чехословакия, ГДР и Унгария той също така публикува редица статии във вестници като „Гардиън“, „Ню Йорк Таймс“ и „Уолстрийт джърнъл“.
Стилът на писане на Гартън Аш е смятан за граничещ между научен и журналистически. В защита на тезите си често използва конкретни примери и случки, на които е бил свидетел. Поради факта, че е прекарал няколко години в Свободния университет в Западен Берлин, както и в Хумболтовия университет в Източен Берлин, той е имал възможност да пътува сравнително свободно и от двете страни на Желязната завеса.